# Graphania xanthogramma
Graphania xanthogramma är en fjärilsart som beskrevs av Edward Meyrick 1912. Graphania xanthogramma ingår i släktet Graphania och familjen nattflyn. Inga underarter finns listade i Catalogue of Life.